# Водобуд
Водобу́д — селище Харцизької міської громади Донецького району Донецькій області, Україна. Населення становить 157 осіб. Відстань до Харцизька становить близько 8 км і проходить переважно автошляхом Н21.

## Населення
За даними перепису 2001 року населення селища становило 157 осіб, із них 15,92 % зазначили рідною мову українську та 84,08 %— російську.